# Tsutomu Okada
Tsutomu Okada (jap. 岡田 勉, Okada Tsutomu; * 23. Dezember 1948 in der Präfektur Ehime; † 2. Oktober 2013) war ein japanischer Jazzmusiker (Kontrabass).
Tsutomu Okada arbeitete ab den frühen 1970er-Jahren in der Tokioter Jazzszene u. a. mit Hiroshi Fukumura (mit dem 1973 erste Aufnahmen entstanden), Terumasa Hino, Kohsuke Mine, Kazumi Watanabe, Fumio Itabashi, Sadao Watanabe und Hiroshi Murakami. 1979 trat er als Mitglied von Tsuyoshi Yamamotos Trio mit Toots Thielemans im Jazzclub Pit Inn auf. 1985 wirkte er bei einer Aufnahmesession von Lee Konitz und Gary Foster mit (Body and Soul, außerdem mit Masao Nakajima, Jimmie Smith). Ab den 1990er-Jahren arbeitete er weiterhin im Tsuyoshi Yamamoto Trio, außerdem mit Yoshiaki Masuo, Takehiro Honda, 1992 erneut mit Konitz (Lee Konitz Meets Don Friedman), ferner mit Kazuhiko Takeda. Im Bereich des Jazz war er zwischen 1973 und 2012 an 49 Aufnahmesessions beteiligt, u. a. auch als Begleiter der Vokalisten Minami Yasuda, Sumiko Yoseyama, Eddie Yamamoto, Takako Ueno, Kiyoko Ami, Romi Akiyama und Chie Ayado. In den späten 2000ern trat er noch in Japan mit einem eigenen Quartett auf, dem Kohosuke Mine, Koji Goto und Hiroshi Murakami angehörten (Album Happiness).